# 239
Năm 239 là một năm trong lịch Julius. 